# Nhóm platin
Các kim loại nhóm platin là nhóm các nguyên tố kim loại quý hiếm nằm gần nhau trong bảng tuần hoàn. Các nguyên tố này đều là các kim loại chuyển tiếp trong phân nhóm d (nhóm 8, 9, và 10, chu kỳ 5 và 6).
6 kim loại nhóm platin gồm rutheni, rhodi, palladi, osmi, iridi, và platin. Chúng có khuynh hướng xuất hiện cùng nhau trong cùng một tích tụ khoáng sản. Tuy nhiên, chúng có thể được chia thành các nhóm nhỏ như nhóm iridi-platin (IPGEs: Os, Ir, Ru) và palladi-platin (PPGEs: Rh, Pt, Pd) dựa trên ứng xử của chúng trong hệ thống địa chất.
3 nguyên tố nằm trên nhóm platin trong bảng tuần hoàn (sắt, nickel và cobalt) là thuận từ, đây là các kim loại chuyển tiếp được biết đến có đặc tính này.